# 黑穗黄耆
黑穗黄耆（学名：Astragalus melanostachys）是豆科黄芪属的植物。分布在印度、克什米尔、巴基斯坦、中亚、阿富汗以及中国大陆的新疆等地，生长于海拔4,580米的地区，常生于山坡草地，目前尚未由人工引种栽培。